# Paolo Lanza
Paolo Lanza (* 14. Juni 1965 in Rom, Latium) ist ein italienischer Theater- und Filmschauspieler.

## Leben
Lanza wurde am 14. Juni 1965 in Rom geboren. Er lernte an einer von Alessandro Fersen geführten Schauspielschule das Schauspiel und sammelte in den 1980er Jahren erste Erfahrungen als Bühnendarsteller. Er debütierte Anfang der 1980er Jahre als Fernsehschauspieler. 1990 hatte er eine Episodenrolle in Der Ermittlungsrichter inne. Er spielte in dem lange in Deutschland indizierten Erotikfilm Eine unmoralische Frau aus dem Jahr 1992 und P.O. Box Tinto Brass aus dem Jahr 1995 von Regisseur Tinto Brass mit. 2001 wirkte er in einer Episode der Fernsehserie Mein Partner auf vier Pfoten mit. Weitere nationale Bekanntheit erlangte er als Dr. Oscar Sensi, den er von 2004 bis 2007 in der Fernsehserie Incantesimo und deren Ableger, produziert von Giuseppe Pedersoli, Sohn von Bud Spencer, in über 160 Episoden verkörperte.

## Filmografie (Auswahl)
- 1982: La veritaaaà (Fernsehfilm)
- 1983: Chi mi aiuta...?
- 1990: Der Ermittlungsrichter (Il giudice istruttore) (Fernsehserie, Episode 1x06)
- 1992: Eine unmoralische Frau (Così fan tutte)
- 1994: La via del cibo
- 1995: P.O. Box Tinto Brass (Fermo posta Tinto Brass)
- 1999: La donna del treno (Fernsehfilm)
- 2001: Mein Partner auf vier Pfoten (Turbo) (Fernsehserie, Episode 2x03)
- 2002: Il piacere di piacere
- 2004: Diritto di difesa (Fernsehserie, 4 Episoden)
- 2004–2007: Incantesimo (Fernsehserie, 159)
- 2005: Incantesimo 8 (Fernsehserie, 2 Episoden)
- 2005: Monamour
- 2006: Die entrissenen Kinder (I figli strappati) (Fernsehfilm)
- 2007: Incantesimo 9 (Fernsehserie)
- 2010–2013: Paura d’amare (Fernsehserie, 12 Episoden)
- 2012: Cesare Mori – Il prefetto di ferro (Fernsehfilm)